# Campydora balatonica
Campydora balatonica är en rundmaskart. Campydora balatonica ingår i släktet Campydora och familjen Campgdoridae. Inga underarter finns listade i Catalogue of Life.